# 细辛叶獐牙菜
细辛叶獐牙菜（学名：Swertia asarifolia）为龙胆科獐牙菜属下的一个种。它是一種多年生草本植物，高12釐米至15厘米，主要分佈於中華人民共和國云南省洱源。

## 扩展阅读
- 維基物種上的相關：细辛叶獐牙菜